# Portmore House

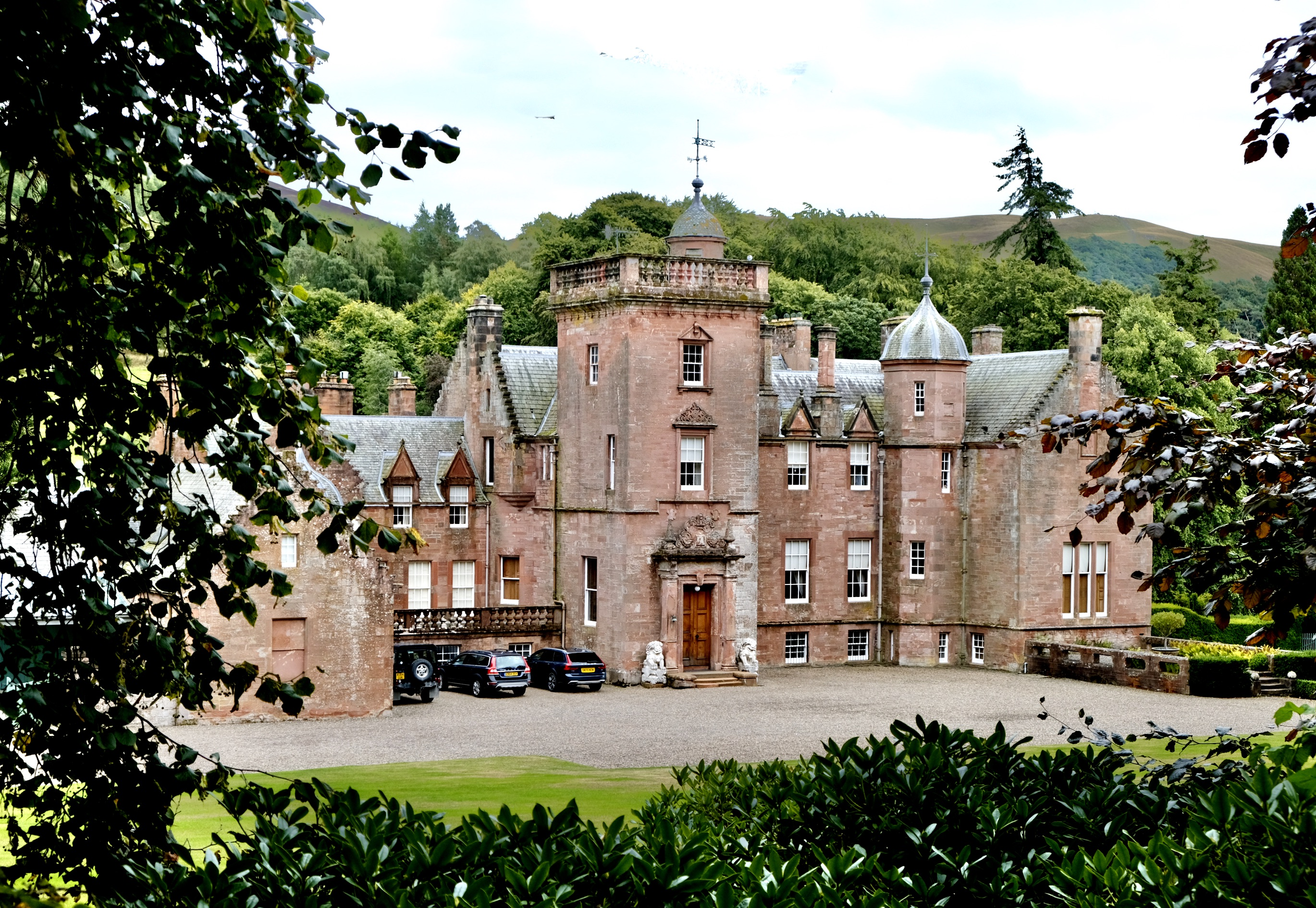
Portmore House (2022)

Portmore House ist ein im Scottish-Baronial-Stil gestaltetes Herrenhaus. Es liegt rund 1,5 km nordöstlich der schottischen Ortschaft Eddleston in der Council Area Scottish Borders. 1971 wurde das Bauwerk in die schottischen Denkmallisten in der höchsten Denkmalkategorie A aufgenommen. Das Gesamtanwesen ist im schottischen Register für Landschaftsgärten verzeichnet. In drei von sieben Kategorien wurde das höchste Prädikat „herausragend“ verliehen.

## Geschichte
Um 1735 erwarb der Earl of Portmore einen Teil der Ländereien von Blackbarony und legte damit den Grundstein für Portmore House. Auf einer Karte aus dem Jahre 1759 ist am Standort von Portmore House ein Dorf namens Northshield verzeichnet. Gegen Ende des Jahrhunderts erwarb Alexander Mackenzie Portmore. Es war sein Sohn Colin Mackenzie, welcher die Anlage der Parks und Gärten initiierte und dafür hohe Geldsummen investierte. Hierzu war es nötig Northshield abzubrechen und die Einwohner umzusiedeln. Obschon Colin Mackenzie bereits die Einrichtung eines Herrenhauses plante, sollte es erst Jahrzehnte nach seinem Tod verwirklicht werden.
Sein Sohn William Forbes Mackenzie, der als Konservativer Abgeordneter den Wahlkreis Peeblesshire vertrat, ließ Portmore House im Jahre 1850 erbauen. Für die Planung zeichnet der schottische Architekt David Bryce verantwortlich. Im April 1883 verheerte ein Brand das Herrenhaus. Es wurde jedoch umgehend instand gesetzt. In den 1890er Jahren verließen die Mackenzies Portmore und verpachteten das Anwesen zunächst. 1896 wurde es zum Verkauf inseriert. 1979 wurde Portmore House abermals veräußert. In den 1980er Jahren waren die Gärten weitgehend verwahrlost, wohingegen sich die Parkanlagen in einem besseren Zustand befanden. Nach einem weiteren Brand 1986 wurde Portmore House restauriert und die viktorianischen Gärten bepflanzt. Heute sind sie der Öffentlichkeit gegen eine Gebühr zugänglich.